# Matthias von der Recke zu Neuenburg

Wappen derer von der Recke

Matthias  von der Recke zu Neuenburg (* Ende des 15. Jahrhunderts auf dem Schloss zu Heiden in Westfalen; † 1580), auch Thies von der Recke zu Neuenburg oder Matthias I. von der Recke genannt, war Komtur zu Doblen.

## Leben
Er wird ab 1525 urkundlich genannt, als er sich nach Livland begab, um in den Deutschen Orden einzutreten. 1545 wurde er Schaffer der Komturei Goldingen, noch im selben Jahr Adjunctus des Komtur zu Doblen, 1550 schließlich dort selbst Komtur. Thies war Herr auf Doblen, Hofzumberge, Groß-Autz, später auch auf Neuenburg (alle in Kurland), sowie auf Uentrop in Westfalen.

## Herkunft und Familie
Thies von der Recke war ein baltischer Angehöriger der ursprünglich aus der Grafschaft Mark stammenden Familie Recke – Stammhaus Heiden Matthias angehörte.  Sein Großvater war Diedrich VIII. von der Recke zu Heiden und Kamen (†  1455), dessen Bruder war Johann von der Recke (*um 1480, † 1551), der später Landmeister in Livland des Deutschen Ordens wurde. Diedrichs VIII. Sohn und der Vater von Matthias von der Recke zu Neuenburg war Dietrich XIII. von der Recke zu Kamen († 1538), der mit Elisabeth von Hiesfeld in erster Ehe verheiratet war. 
Matthias vermählte sich 1564 mit Sophia von Fircks († 1598). Aus der Ehe gingen zwei Söhne und zwei Töchter hervor. Thies von der Recke starb 1580 und wurde in Neuenburg begraben. Sein ältester Sohn Matthias II. von der Recke lebte von 1565 bis 1637 in Livland und später im Herzogtum Kurland und Semgallen, er war herzoglicher Landhofmeister und gilt als Stammvater des baltischen Zweiges.